# 草部村
草部村（くさかべむら）は、熊本県阿蘇郡にあった村。

## 歴史
- 1889年（明治22年）4月1日 - 町村制の施行により、芹口村、草部村、菅山村、永野原村、下切村、矢津田村、中村が合併し草ヶ矢村が成立。
- 1894年（明治27年）1月12日 - 草部村と改称。
- 1955年（昭和30年）4月1日 - 高森町・色見村と合併して高森町が発足。同日草部村廃止。